# جيف فورسو
جيفري روبرت فورسو (بالإنجليزية: Jeff Forshaw)‏ (مواليد 1968) هو فيزيائي جسيمات بريطاني لديه اهتمام خاص بالديناميكا اللونية الكمية: دراسة سلوك الجسيمات دون الذرية، باستخدام بيانات من معجل الجسيمات الإلكتروني الهادروني الحلقي، ومعجل الجسيمات تيفاترون ومصادم الهدرونات الكبير في سيرن. منذ عام 2004 كان أستاذًا لفيزياء الجسيمات في كلية الفيزياء وعلم الفلك في جامعة مانشستر.
شارك في تأليف خمسة كتب، بما في ذلك كتابي العلوم الشعبية لماذا الطاقة = الكتلة × مربع السرعة؟ وكتاب الكون الكمي والعالمي: دليل للكون، شارك في كتابتهما مع الفيزيائي براين كوكس. كتب أيضًا أكثر من 100 بحث جرت مراجعته من قبل الأقران ونشرهم في المجلات العلمية، وتحدث في مهرجانات العلوم الدولية للأطفال والكبار. عمل في كثير من الأحيان كمستشار علمي لقناة بي بي سي، وغيرها من وسائل الإعلام، وهو كاتب عمود في صحيفة ذا أوبزرفر.
حصل فورسو على ميدالية وجائزة ماكسويل لمساهمته في فيزياء الجسيمات، وجائزة كلفن من معهد الفيزياء لمساهمته في الفهم العام للفيزياء.

## الحياة المهنية والأبحاث
منذ عام 1992 وحتى عام 1995 عمل كعالم أبحاث ما بعد الدكتوراه في مختبر روثرفورد أبليتون بالقرب من ديدكوت في أوكسفوردشاير، في المجموعة التي قادها فيزيائي الجسيمات الشهير فرانك كلوز. أثناء الدراسة، كان ينوي أن يصبح مدرسًا في المدرسة ولكنه بدأ في إلقاء محاضرات على المستوى الجامعي بعد حصوله على الدكتوراه. بدأ صداقته وتعاونه النهائي مع براين كوكس في عام 1995 عندما كان محاضر كوكس في نظرية الكم المتقدم إذ كانا في نفس العمر، على الرغم من كونهما طالبًا ومعلمًا.
في عام 2004 أصبح أستاذا لفيزياء الجسيمات في كلية الفيزياء والفلك بجامعة مانشستر في سن 36 وهي سن مبكرة نسبيًا. شارك في مانشستر في الأبحاث التجريبية والنظرية في مجال فيزياء الجسيمات، مع اهتمام خاص بسلوكيات الجسيمات في مصادمات الطاقة العالية كما هو الحال في تجربة أطلس، وتجارب لولب مركب للميون، وهي جزء من أبحاث مسرعات الجسيمات في مصادم الهدرونات الكبير في سيرن في جنيف، سويسرا. قال عن أبحاثه الفيزيائية النظرية:
«كفيزيائي نظري، أقضي معظم وقتي في إجراء حسابات خاطئة. إنها ممارسة متواضعة، جرعة هائلة من التواضع.»
كتب أكثر من 100 مقالة جرت مراجعتها من قبل الأقران في المجلات العلمية، بما في ذلك أوراق حول تنظيم انبعاثات الغلوون، ونظرية الحقل الكمومي، والوظيفة الموجية الهولوغرافية للميزون. ذكر فورسو والمؤلف المشارك المتكرر له كوكس أن عملية مراجعة الأقران لنشر نتائج العلوم مهمة لأنها تضمن استيفاء الحد الأدنى من المعايير في المجتمع العلمي وتعطي الإسناد الواجب لجميع الزملاء الذين يعملون على النموذج ويضعون اللمسات النهائية لتقديم الورق، ويجب تجنب البحث في المدونات قبل نشرها.
بصفته معلمًا، حرص فورسو على تشجيع فكرة إدخال المبادئ الأساسية والنظريات في فيزياء الجسيمات إلى الأطفال في المدرسة من أجل تشجيع فهم المنهج العلمي، واستخدام التفكير القائم على الأدلة في سن مبكرة.

في عام 2008 أضاف صوته إلى حملة مجلس مرافق العلوم والتكنولوجيا ضد تخفيضات الإنفاق على ميزانيات الفيزياء في المملكة المتحدة في رسالة إلى وزير الخارجية آنذاك في قسم الابتكار والجامعات والمهارات، جون دينام، والتي وقِعت من قبل نحو 350 عالم فيزياءٍ بارز من مجتمع فيزياء الجسيمات النظرية في المملكة المتحدة. أشارت الرسالة إلى الآثار السلبية التي قد تترتب على التخفيضات، ليس فقط على أبحاث الفيزياء في المملكة المتحدة ولكن أيضًا في تثبيط عزيمة الطلاب المستقبليين لعلم الفلك وفيزياء الجسيمات والعلوم بشكل عام. عندما سُئل عما إذا كان الاستثمار في الفيزياء يمكن أن يساهم في الاقتصاد البريطاني، قال:
«حدثت ثورة في العالم من خلال البحث الأساسي في فيزياء الكم والذي حدث قبل 60 عامًا، والآن هناك مليارات الترانزستورات داخل كل كمبيوتر منزلي. هم عنصر رئيسي في الرقاقات الإلكترونية.»
شجع الناس أيضًا على رؤية أهمية فيزياء الكم في الحياة اليومية وليس فقط كنظام أكاديمي، باستخدام الألواح الشمسية والليزر كأمثلة على التطبيقات اليومية العملية. وصف في محاضراته العامة العديدة بأنه «متحمس بشدة لموضوعه» وأن الموضوع «مسلي وغني بالمعلومات».
غالبًا ما زار فورسو المدارس والكليات للتحدث أمام الشباب حول جوانب عمله، وظهر على تلفزيون الأطفال في المملكة المتحدة ليشرح مفاهيم مثل بوزون هيغز في برنامج نيوزراوند للأطفال الذين تتراوح أعمارهم بين ستة إلى اثني عشر على قناة بي بي سي التلفزيونية. وهو سفير للأعمال الخيرية التعليمية للجمعية الوطنية للأطفال الموهوبين التي تهدف إلى دعم الاحتياجات العاطفية والتعليمية للأطفال الموهوبين والاستثنائيين. ساهم فورسو أيضًا بانتظام في أحداث سايبار (حرفيًا العلوم في البار)، وأحداث المقهى العلمي في المملكة المتحدة. أشرف على العديد من طلاب الدكتوراه وما بعد الدكتوراه.

## روابط خارجية
- جيف فورسو على موقع IMDb (الإنجليزية)